# Station Monasterevin
Station Monasterevin is een spoorwegstation in Monasterevin in het  Ierse  graafschap Kildare. Het station ligt aan de lijn Dublin - Cork. Op werkdagen stopt er een trein per uur in beide richtingen, op zondag is het station gesloten.